# Aboubacar Sidiki Mara
Pour les articles homonymes, voir Mara.
Aboubacar Sidiki Mara, né en 1977 à Boké (Guinée), est un juriste syndicaliste et homme politique guinéen.
Il est conseiller depuis le 22 janvier 2022 au sein du Conseil national de la transition dirigé par Dansa Kourouma.

## Biographie
Aboubacar Sidiki Mara est élu en 2018 secrétaire général adjoint de l’union générale des travailleurs de Guinée,.
Le 22 janvier 2022, il est nommé par décret membre du Conseil national de la transition en tant que représentant des centrales syndicales,,. Il est le seul des 73 conseillers présents à voter contre la loi de 2022 abrogeant l’ordonnance portant prorogation du fonctionnement du Conseil supérieur de la magistrature (CSM).

## Arrestation
Aboubacar Sidiki Mara a été arrêté le 6 mai 2018 et placé sous mandat de dépôt,, puis condamné à six mois de prison dont quatre avec sursis le 28 mai 2018.